# I Am the Dance Commander + I Command You to Dance: The Remix Album
I Am the Dance Commander + I Command You to Dance: The Remix Album —en español: Soy el comandante del baile + te comandó a que bailes: el álbum de remezclas— es el primer álbum de remezclas de la cantante estadounidense Kesha, lanzado al mercado musical el 18 de marzo de 2011 por el sello discográfico RCA Records. Anunciado oficialmente el 23 de febrero de 2011, el álbum, de géneros dance-pop y electrónica y con una duración total de 48:00 minutos, contiene diez remixes entre los cuales participan como artistas invitados André 3000 y 3OH!3. Las mezclas incluidas pertenecen al álbum debut de la cantante, Animal, y de su primer EP Cannibal. Paralelamente, fue incluida «Fuck Him He's a DJ», una canción inédita producida por Tom Neville.
Los remixes estuvieron a cargó de productores como Dream Machine, Untold, Tom Neville, Switch, Dave Audé, Fred Falke, Billboard, Chuck Buckett y DJ Skeet Skeet. El álbum recibió críticas positivas por parte de medios como Allmusic, el cual le otorgó 3.5 de 5 estrellas diciendo que «es completamente a lo oído en sus dos discos previos».

## Antecedentes
I Am the Dance Commander + I Command You to Dance: The Remix Album fue anunciado oficialmente el 23 de febrero de 2011, junto con la lista de canciones y la portada del mismo. Las mezclas hechas para el álbum son de canciones pertenecientes al disco debut de Kesha, Animal, y de su primer EP Cannibal. En enero de 2011, Kesha decidió colaborar con el rapero André 3000 en la canción «Sleazy», mientras que el grupo 3OH!3 participa en la mezcla de «Blah Blah Blah» hecha por DJ Skeet Skeet. Por otro lado, el sitio web Entertainment Weekly lanzó el 24 de febrero de 2011 el remix de «Animal» hecho por DJ Switch.

## Recepción
David Jeffries de AllMusic fue positivo en su crítica de I Am the Dance Commander + I Command You to Dance: The Remix Album. Jeffries escribió que aunque el álbum estaba compuesto por temas ya escuchados de sus dos primeros álbumes, este álbum de remezclas era completamente diferente. "Your Love Is My Drug" y "Blow" fueron destacadas en la reseña siendo llamadas el "ancla[s] [a] esta colección generalmente frenética." Jeffries concluyó su reseña hablando de "Fuck Him He's a DJ" escribiendo que la pista "encuentra su hogar oficial aquí, pavoneándose y pecando desafiantemente, asegurando a los fans de Kesha que los chicos son todos rencorosos. "
En Estados Unidos, I Am the Dance Commander + I Command You to Dance: The Remix Album entró en el Billboard 200 en el puesto treinta y seis, vendiendo 14.000 unidades en su primera semana de lanzamiento. En la misma semana, el álbum apareció en el puesto trece de la lista Digital Albums y en el número uno de la lista Dance/Electronic Albums de Billboard.  En Australia, en la fecha de emisión titulada 3 de abril de 2011, el álbum entró en las listas en la posición cuarenta y seis.  El álbum Remix vendió 118.000 copias en Estados Unidos.

### Desempeño comercial
En los Estados Unidos, I Am the Dance Commander + I Command You to Dance: The Remix Album logró debutar en el puesto treinta y seis de la Billboard 200. Ello, luego de vender 14 000 unidades, las cuales hicieron debutar al disco en la posición treinta en la lista Digital Albums. Por otro lado, en esa misma semana, debutó en el primer puesto del Dance/Electronic Albums, donde se mantuvo una semana sola tras ser superado por The Fame de Lady Gaga. En Australia, durante la semana del 3 de abril de 2011, el disco entró en el puesto cuarenta y seis del conteo de álbumes.

## Lista de canciones
| I Am the Dance Commander + I Command You to Dance: The Remix Album |                                                          | |                                    |          |  |
| N.º                                                                | Título                                                   | Escritor(es) | Remix                              | Duración |  |
| 1.                                                                 | «Blow» (Cirkut Remix)                                    | Kesha Sebert, Lukasz Gottwald, Benjamin Levin, Klas Åhlund, Max Martin, Allan Grigg                                                                                   | Cirkut                             | 4:07     |  |
| 2.                                                                 | «The Sleazy (Remix)» (con André 3000)                    | Kesha Sebert, Gottwald, Levin, Shondrae Crawford, Åhlund, André Benjamin                                                                                              | Dr. Luke, Benny Blanco, Bangladesh | 3:48     |  |
| 3.                                                                 | «Tik Tok» (Untold Remix)                                 | Kesha Sebert, Gottwald, Levin | Untold                             |          |  |
| 4.                                                                 | «Fuck Him He's a DJ»                                     | Kesha Sebert, Tom Neville, Olivia Nervo, Miriam Nervo, Fancine. Festival Internacional de Cine Fantástico de la Universidad de Málaga, Fancy (canción de Iggy Azalea) | Tom Neville                        | 3:45     |  |
| 5.                                                                 | «Animal» (Switch Remix)                                  | Kesha Sebert, Gottwald, Greg Kurstin, Pebe Sebert | Switch , Sticky K                  | 4:26     |  |
| 6.                                                                 | «Your Love Is My Drug» (Dave Audé Club Remix)            | | Dave Audé                          | 3:51     |  |
| 7.                                                                 | «We R Who We R» (Fred Falke Club Remix)                  | Kesha Sebert, Gottwald, Levin, Coleman, Jacob Kasher Hindlin | Fred Falke                         | 4:45     |  |
| 8.                                                                 | «Take It Off» (Billboard Radio Remix)                    | Kesha Sebert, Gottwald, Claude Kelly | Billboard                          | 3:56     |  |
| 9.                                                                 | «Tik Tok» (Chuck Buckett's Veruca Salt Remix)            | Kesha Sebert, Gottwald, Levin | Chuck Buckett                      | 4:25     |  |
| 10.                                                                | «Blah Blah Blah» (con 3OH!3 (DJ Skeet Skeet Radio Remix) | Kesha Sebert, Levin, Neon Hitch, Sean Foreman | DJ Skeet Skeet                     | 4:51     |  |
| 48:00                                                              |                                                          | |                                    |          |  |

| Animal + Cannibal: The Remix Album |                                                         |                              |          |  |
| N.º                                | Título                                                  | Remixer(s)                   | Duración |  |
| 1.                                 | «Tik Tok» (Tom Neville Crunk + Med Remix)               | Neville                      | 6:54     |  |
| 2.                                 | «Tik Tok» (Fred Falke Club Remix)                       | Falke                        | 6:40     |  |
| 3.                                 | «Your Love Is My Drug» (Dave Audé Club Remix)           | Audé                         | 7:29     |  |
| 4.                                 | «Your Love Is My Drug» (Bimbo Jones Radio Remix)        | Bimbo Jones                  | 3:08     |  |
| 5.                                 | «Blah Blah Blah» (DJ Skeet Skeet Radio Remix con 3OH!3) | DJ Skeet Skeet               | 4:02     |  |
| 6.                                 | «Animal» (Switch Remix)                                 | Switch, Sticky K             | 4:26     |  |
| 7.                                 | «Animal» (Billboard Remix)                              | Billboard                    | 4:16     |  |
| 8.                                 | «We R Who We R» (Fred Falke Club Remix)                 | Falke                        | 6:57     |  |
| 9.                                 | «We R Who We R» (Hagenaar + Albrecht Remix)             | Hagenaar + Albrecht          | 7:17     |  |
| 10.                                | «Take It Off» (Corey Enemy Club Remix)                  | Corey Enemy                  | 6:24     |  |
| 11.                                | «Take It Off» (Billboard Remix)                         | Billboard                    | 3:38     |  |
| 12.                                | «The Sleazy Remix» (con André 3000)                     | Dr. Luke, Blanco, Bangladesh | 3:50     |  |
| 13.                                | «Fuck Him He's a DJ»                                    | Neville                      | 3:46     |  |

Una versión limpia/censurada del álbum está disponible en Walmart; omite el tema "Fuck Him He's a DJ".
- (*)esto significa que fue una pista adicional para Europa y Asia.

## Personal
Créditos adaptados de las notas del disco I Am the Dance Commander + I Command You to Dance: The Remix Album, Dynamite Cop Music/Where Da Kasz at BMI.
- Benny Blanco - productor
- Billboard - remezclador
- Anita Marisa Boproductor
- DJ Cirkut - remezcla
- DJ Skeet Skeet - producción adicional, remezcla
- Dr. Luke - productor ejecutivo, productor
- Dream Machine - productor de remezclas
- Christian Dwiggins - mezcla
- Dave Dwiggins - mezcla
- Fred Falke - producción adicional, instrumentación
- Sarai Fiszelld - maquillaje
- Sean Foreman - compositor
- Chris Gehringer - masterización
- Serban Ghenea - mezcla
- Erwin Gorostiza - director creativo
- Lukasz Gottwald - compositor
- Allan Grigg - compositor
- Rani Hancock - A&R
- John Hanes - mezcla
- Jacob Kasher Hindlin - compositor
- Neon Hitch - compositor
- Claude Kelly - compositor
- Kool Kojak - productor
- Greg Kurstin - compositor, productor
- Benjamin Levin - compositor
- Marjan Malakpour - estilista
- Max Martin - compositor, productor
- Ramsell Martinez - estilista
- Miriam Nervo - compositora, productora vocal, coros
- Olivia Nervo - compositora, productora vocal, coros
- Tom Neville - arreglista, compositor, ingeniero, instrumentación, productor
- Tim Roberts - asistente de mezclas
- Kesha Sebert - compositora
- Pebe Sebert - compositora
- Skinny - consultor creativo
- Sticky K - producción adicional, remezcla
- Switch - producción adicional, remezcla
- Untold - producción adicional, remezcla
- Emily Wright - ingeniera

## Charts

### Weekly charts
| Chart (2011)                              | Peak position |
| ----------------------------------------- | ------------- |
| Australia (ARIA)                          | 46            |
| Canadá (Canadian Albums Chart)            | 37            |
| Corea del Sur (South Korean Albums Chart) | 84            |
| Estados Unidos (Billboard 200)            | 36            |
| Estados Unidos (Dance/Electronic Albums)  | 1             |

### Year-end charts
| Chart (2011)                                              | Position |
| --------------------------------------------------------- | -------- |
| Estados Unidos US Top Dance/Electronic Albums (Billboard) | 11       |

## Historial de lanzamientos
| País           | Fecha               | Formato               | Discográfica | Ref.          |
| -------------- | ------------------- | --------------------- | ------------ | ------------- |
| Australia      | 18 de marzo de 2011 | Descarga digital      | Sony Music   | [ 19 ]        |
| Alemania       | 18 de marzo de 2011 | Descarga digital      | Sony Music   | [ 20 ]        |
| Irlanda        | 18 de marzo de 2011 | Descarga digital      | Sony Music   | [ 21 ]        |
| Suecia         | 18 de marzo de 2011 | CD y descarga digital | Sony Music   | [ 22 ] [ 23 ] |
| Nueva Zelanda  | 21 de marzo de 2011 | Descarga digital      | Sony Music   | [ 24 ]        |
| Canadá         | 22 de marzo de 2011 | CD y descarga digital | Sony Music   | [ 25 ] [ 26 ] |
| Estados Unidos | 22 de marzo de 2011 | CD y descarga digital | RCA          | [ 27 ]        |